# Höggeröd
Höggeröd är en tätort i Orusts kommun på nordöstra sidan av ön Orust.
Namnets första led kommer av ett fornnordiskt mansnamn Hauke. Andra ledet, ’-röd’är ett typiskt bohuslänskt ortnamn som betyder 'röjning (i skog)' eller 'öppet ställe i skogen'.
Inom orten finns en sjö vid namn Höggerödvan’ (på kartan utmärkt som Höggerödvatten), ett ord som finns kvar sedan Bohusläns norska tid.

## Befolkningsutveckling
| Befolkningsutvecklingen i Höggeröd 2015–2020             | Befolkningsutvecklingen i Höggeröd 2015–2020 | Befolkningsutvecklingen i Höggeröd 2015–2020 | Befolkningsutvecklingen i Höggeröd 2015–2020 | Befolkningsutvecklingen i Höggeröd 2015–2020 |
| -------------------------------------------------------- | -------------------------------------------- | -------------------------------------------- | -------------------------------------------- | -------------------------------------------- |
|                                                          |                                              |                                              |                                              |                                              |
| År                                                       |                                              |                                              | Folkmängd                                    | Areal (ha)                                   |
| 2015                                                     | 2015                                         |                                              | 227                                          | 190                                          |
| 2020                                                     | 2020                                         |                                              | 409                                          | 307                                          |
| Anm.: Ny tätort 2015. Småorten Slussen växte samman 2020 |                                              |                                              |                                              |                                              |